# 麥卡托世界地圖 (1569年)

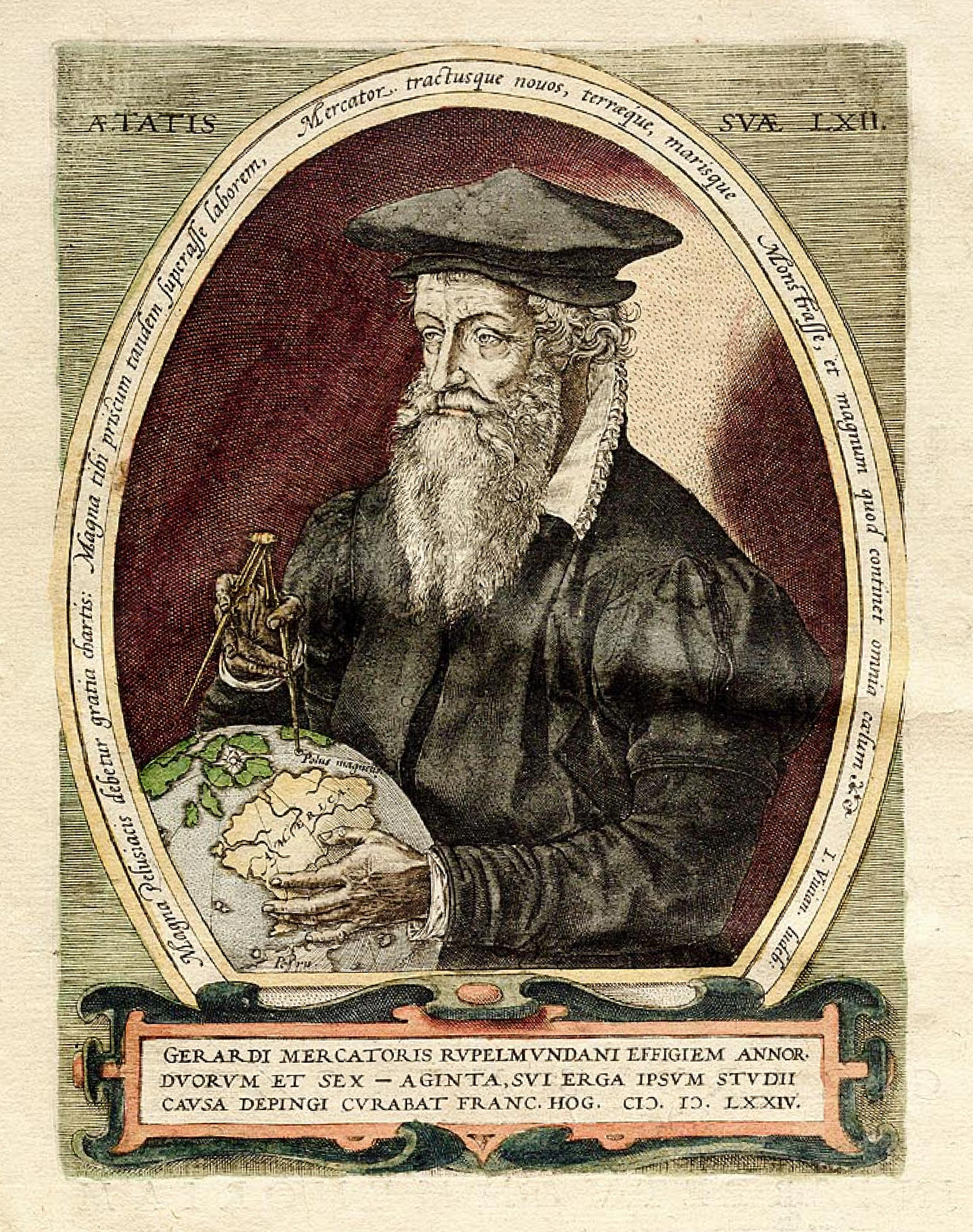
格拉杜斯·麥卡托，1512–1594

1569年麥卡托世界地圖標題為「 」（文藝復興時期的拉丁文，意思是「適用於導航且更完整的全新地球儀」）。標題表明格拉杜斯·墨卡托想要展示當代世界的地理知識，以及「修正」圖表使其變得對水手更實用。他的「修正」方式是將球體上的恆定方位航線（恆向線）映射到平面圖上的直線，這是麥卡托投影法的特徵。雖然該地圖的地理資訊已被現代知識所取代，但這種投影被證明是在地圖製作史上的里程碑，這啟發地圖歷史學家諾登舍爾德寫道：「自托勒密之後，地圖製作史上無人能及魯佩爾蒙德的大師」。麥卡托投影法預示著導航圖表進入新時代，而之後的基礎仍舊會是麥卡托投影法。
地圖上註記了大量的文字，帶框線的地圖圖例（或稱漩渦裝飾）涵蓋了各種主題，包括對贊助者的致謝詞以及版權聲明；關於經線、大圓和距離的討論；對一些主要河流的評論；關於北極和南部大陸地理的虛構資訊。其它次要文本則散佈在地圖上，涵蓋了磁極、本初子午線、航海特色、次要地理細節、發現之旅、巨人和食人族傳說等主題。
與1569年之前的世界地圖的相比可看出，麥卡托借鑒了其他製圖師以及他自己從前的作品，但他宣稱很大程度上也參考了葡萄牙和西班牙水手的波特蘭型海圖。早期的世界地圖製圖師大多忽略了水手們更準確的實用航海圖，反之亦然，但是從15世紀最後十年開始的大發現時代促進這兩種傳統製圖技法的整合，麥卡托世界地圖即為此次合併的早期成果 。

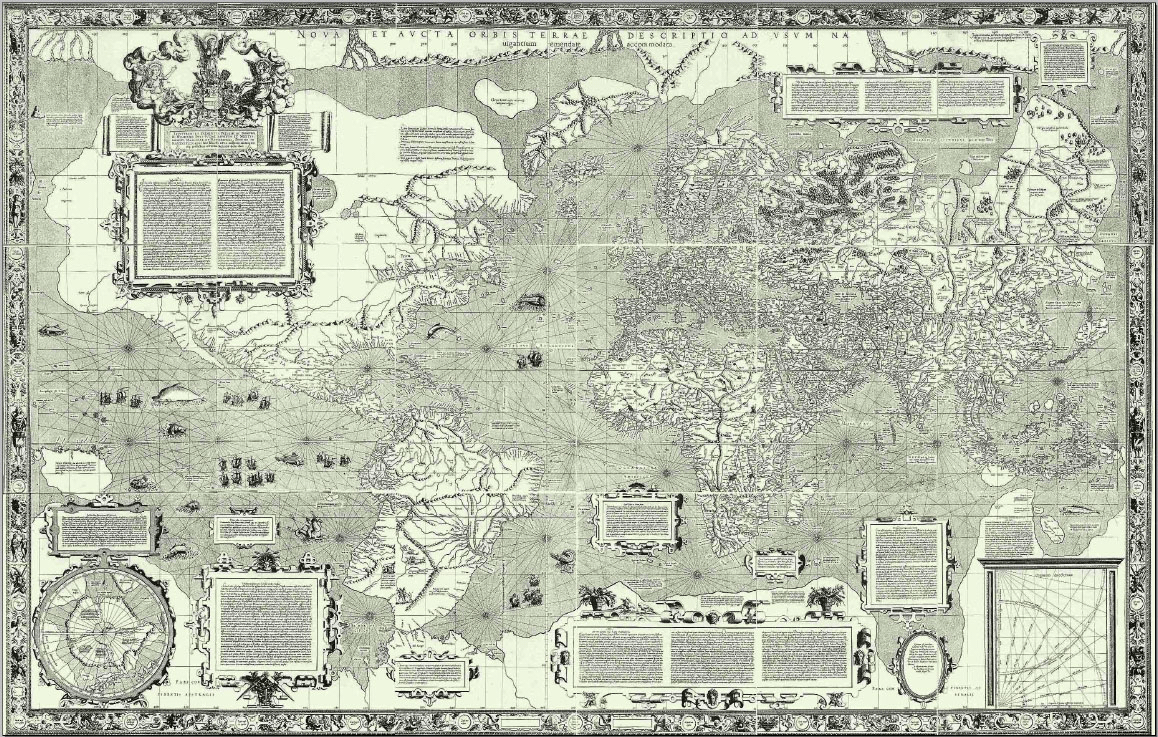
1569年麥卡托世界地圖。（這是低解析度的圖片。下方提供了高解析度圖片的連結。）

## 1569年之前的世界地圖和區域地圖
- 托勒密，尼克勞斯·傑馬努斯於1482年製作
- 坎迪諾（Cantino ），1502或1503
- 馬丁·瓦爾德澤米勒，1508
- Pietro Coppo（英语：Pietro Coppo），1520
- Diego Ribero，1529
- 歐龍斯·費恩（Oronce Fine），1531
- 歐龍斯·費恩（Oronce Fine），1536
- 麥卡托 1538
- 若昂·羅茲（Jean Rotz），1542
- 迦斯卡爾迪（Giacomo Gastaldi）， 1548
- 奧特柳斯 （Ortelius），1570[3]

- 胡安·德拉科薩（Juan de la Cosa），1500
- 芝諾地圖（英语：Voyage of the Zeno brothers），1558
- Gutiérrez，1562

## 1569年麥卡托地圖的主要特徵

### 麥卡托投影

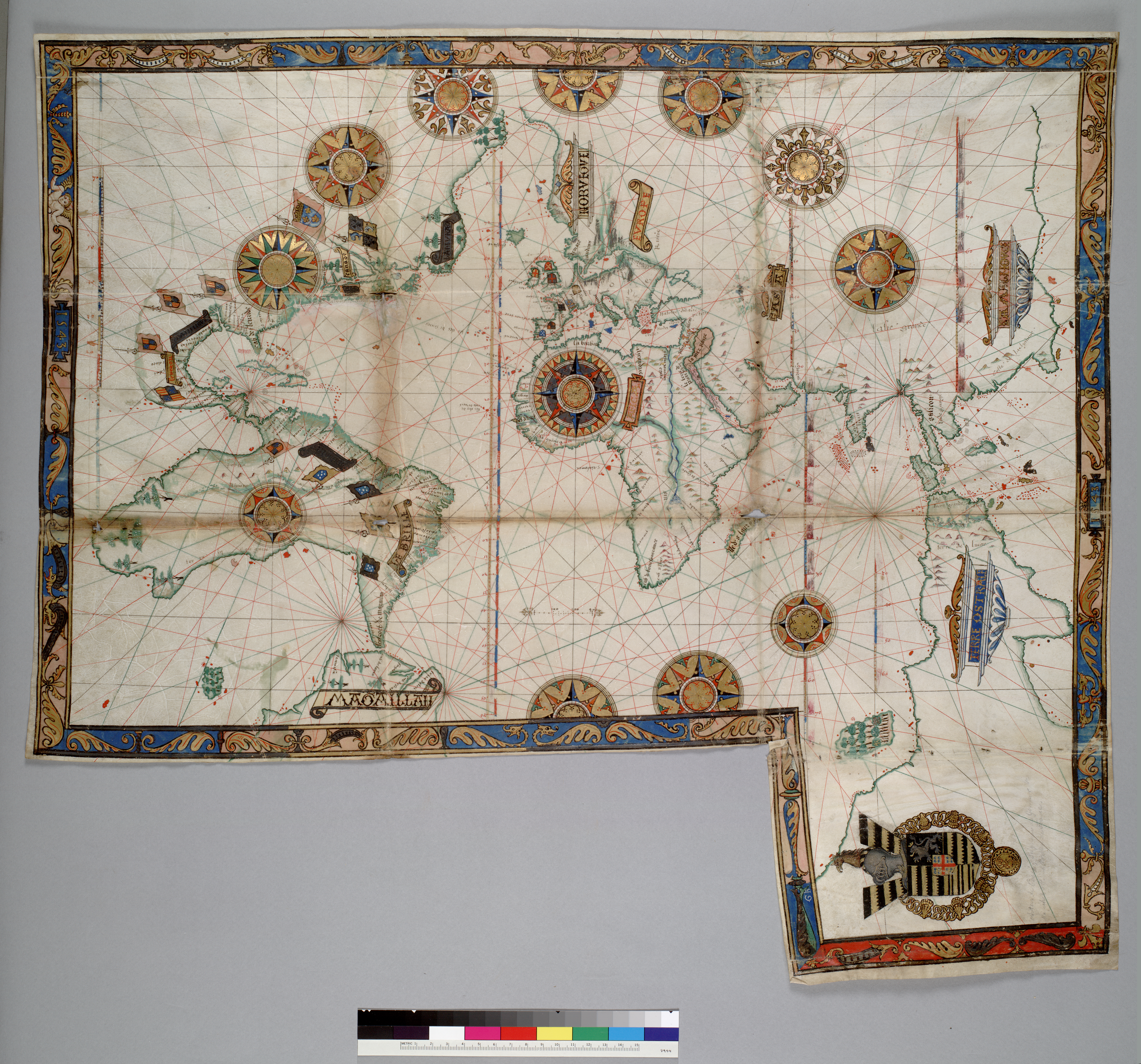
具有平行子午線和等距正交平行線的德塞利耶學派海圖 ，约1543

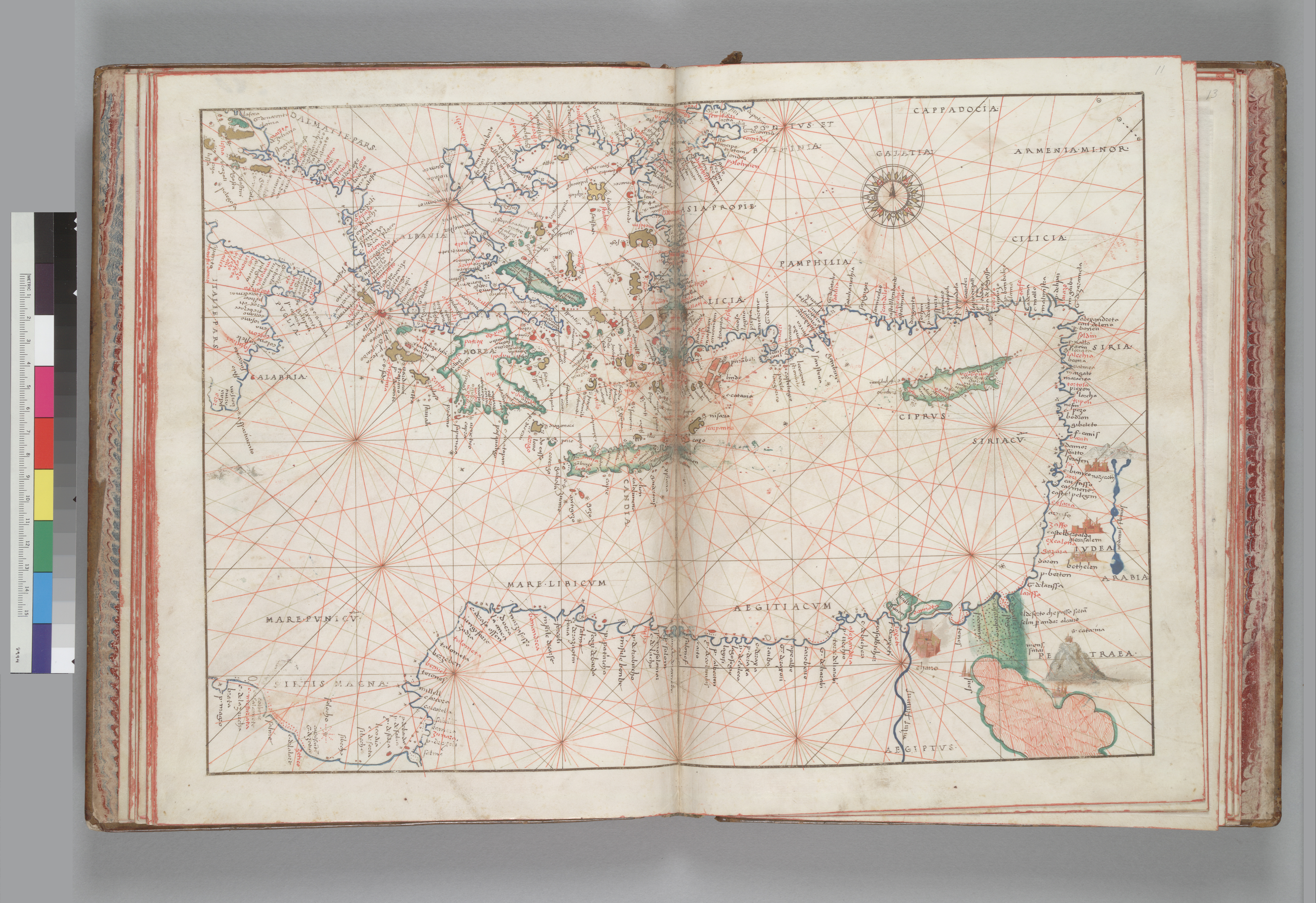
1550年，地中海東部的波特蘭型海圖顯示了高精度的沿海測繪。。

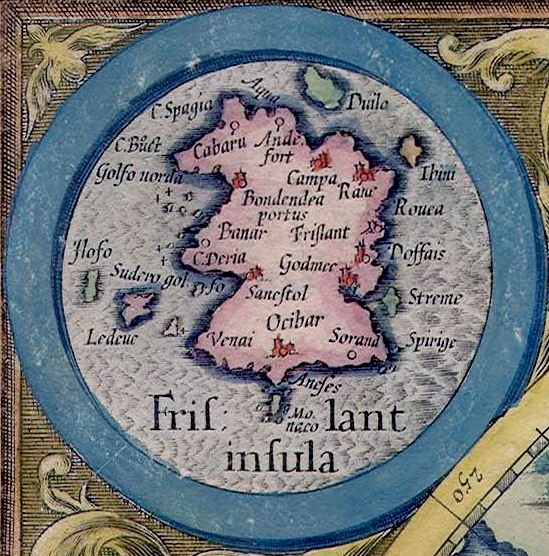
弗里斯兰，幽灵岛，如 1595年麥卡托地图集所示

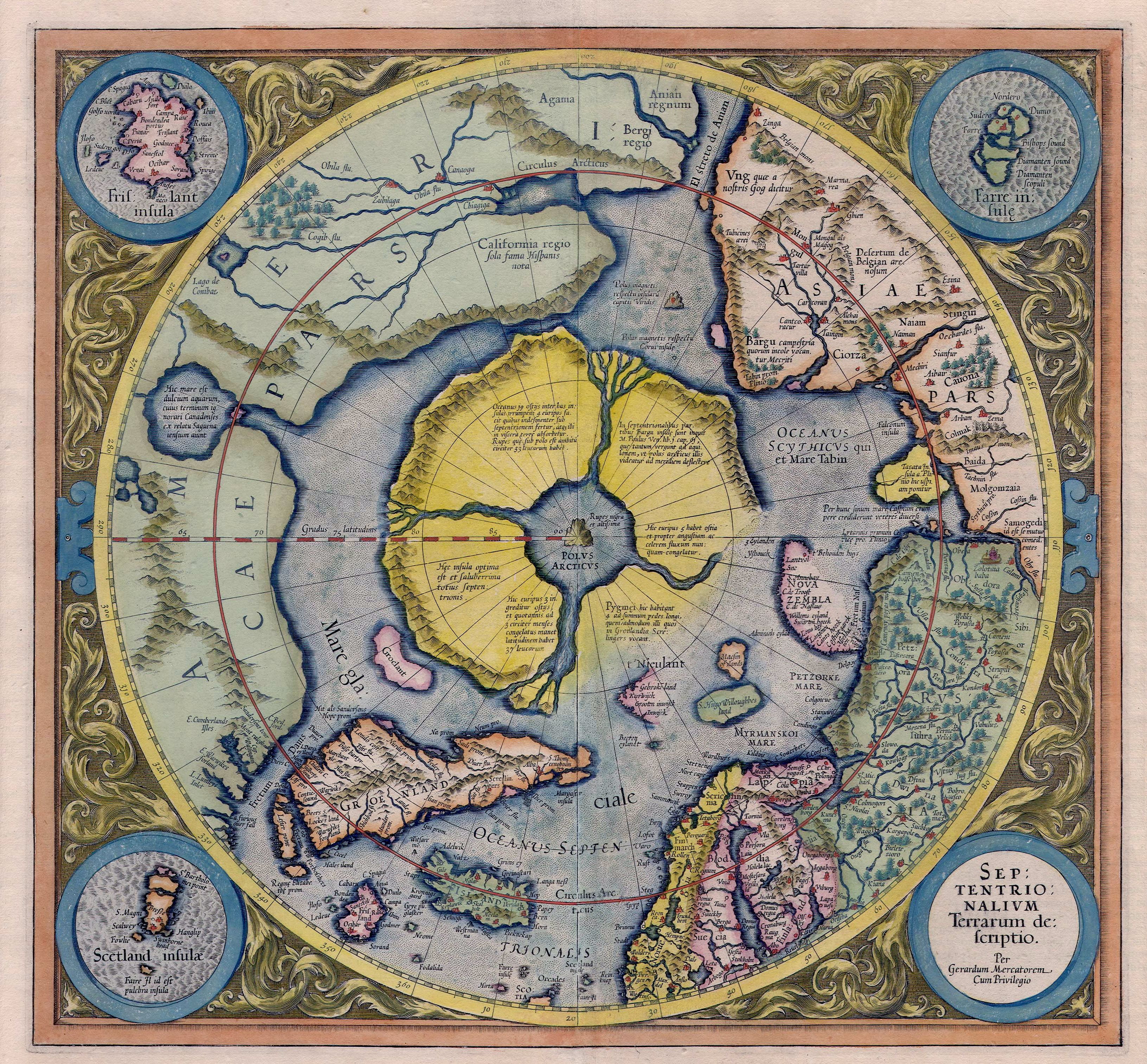
在1595年地圖冊中描繪的北極地區。

- 1597，洪第烏斯；基督教騎士地圖
- 萊特亞述爾群島航行圖（Wright Azores sailing map），1599
- Wright-Moxon版世界地圖，1657
- Blaeú地圖集，1606及後續版本

### 裝飾特色
- 樂手 sheet
- 巨人sheet
- 食人族 sheet
- 波塞冬？ sheet
- 海怪 sheet
- 動物 sheet
- 約翰王  sheet
- 船艦 sheet

### 收藏冊和地圖收藏
- Barron, Roderick, , Londo: Studio Editions, 1989, ISBN 978-1851702985
- Baynton-Williams, Ashley and Miles, , London: Quercus, 2006, ISBN 978-1905204809
- Mercator, , 1570. 大英圖書館有兩個線上版本：「翻頁版」在  （页面存档备份，存于） ，帶注釋的副本在 （页面存档备份，存于）.
- Nordenskiöld, Adolf Eric, , Stockholm, 1897
- Nordenskiöld, Adolf Eric,  [Facsimile-atlas to the early history of cartography with reproductions of the most important maps printed in the XV and XVI centuries translated from the Swedish by J. A. Ekelöf and C. R. Markham], Kraus Reprint Corporation and New York Dover Publications London Constable 1973, 1889, ISBN 978-0486229645
- Shirley, Rodney W.,  4, Riverside, Conn.: Early World Press, 2001, ISBN 978-0970351807
- Ptolemy, Claudius, , Leicester: Magna, 1990, ISBN 978-1854221032. 15世紀手稿《Codex Lat V F.32》的地圖在那不勒斯國家圖書館。

### 1569年之前的世界地图
- de la Cosa, Juan, , 1500 Nordenskiöld Periplus, plate XLIII.
- Ribero, Diego, , 1529 Nordenskiöld plates XLVIII-XLIX .

- Gastaldi, Giacomo, , 1546 Müller-Baden, Emanuel (Hrsg.): Bibliothek des allgemeinen und praktischen Wissens, Bd. 2. – Berlin, Leipzig, Wien, Stuttgart: Deutsches Verlaghaus Bong & Co, 1904. – 1. Aufl.
- Mercator, Gerardus, , 1538 Nordenskiöld Facsimile Atlas, plate XLIII. Shirley plate 79 (entries 74 and 91).
- Ortelius, Abraham, , 1564 Shirley plate 97 (entry 114).

### 1569年之前的区域地图
- Mercator, Gerardus, , 1554.
- Gastaldi, , 1561 Nordenskiöld Periplus, plates LIV, LV, LVI.
- Gastaldi, , 1564 Nordenskiöld Periplus, plates XLVI.
- Gutierez, , 1562 Bagrow, Plate 86.

### 1569年后使用麥卡托投影的世界地图
- Hondius, Jodocus, , 1597
- Wright, , 1599
- Wright, Edward; Moxon, Joseph, , 1655
- Blaeu, William Janzoon, , 1606. Printed in New Worlds, page 59